# Сар
Са̀р (на италиански: Sarre) е община в Северна Италия, автономен регион Вале д'Аоста. Разположена е на 631 m надморска височина. Населението на общината е 4878 души (към 2010 г.).
Административен център на общината е градчето Сен Морис (Saint-Maurice).